# Бахрам III
Бахрам III е владетел от Сасанидската династия на Персия. Син и наследник на Бахрам II.

## Управление
Управлява за четири месеца през 293 г. след смъртта на Бахрам II. Обявен е за цар във Фарс, но повечето персийски магнати не го подкрепят. След неуспехите на баща му, благородниците решават че Бахрам III е прекалено млад и слабохарактерен за да управлява. Той е детрониран в полза на неговия чичо Нарсес, който е последният жив син на Шапур I. Не е изяснено дали Бахрам III е екзекутиран от противниците си, или загива в битка.